# Rövidfarkú csincsilla
A rövidfarkú csincsilla (Chinchilla chinchilla) az emlősök (Mammalia) osztályának rágcsálók (Rodentia) rendjébe, ezen belül a csincsillafélék (Chinchillidae) családjába tartozó, az Andokban honos rágcsáló. Értékes prémje miatt szinte a kihalásig vadászták.

## Előfordulása
Dél-Amerikában, az Andokban honos Dél-Peruban, Bolíviában, Északnyugat-Argentínában és Észak-Chilében.
A magashegyi körülményekhez alkalmazkodott. 3000-4500 méteres magasságban a sziklás-füves lejtőkön és bozótosokban él. Vackaikat sziklarepedésekbe rakják.

## Alfajai
- Chinchilla chinchilla boliviana Brass, 1911
- Chinchilla chinchilla chinchilla Lichtenstein, 1829

## Megjelenése

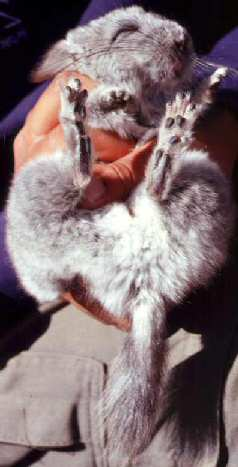
Rövidfarkú csincsilla

A rövidfarkú csincsilla testhossza 30-35 centiméter, farokhossza 12-15 centiméter. Testtömege 0,5-0,8 kilogramm közötti (átlagosan 0,6 kilogramm). A nőstények valamivel nagyobbak. Közeli rokonától, a gyapjas csincsillától rövidebb farka (csak 20 farokcsigolya a másik 30-ával szemben), kisebb fülei és nagyobb mérete különbözteti meg.
Bundája rendkívül finom szálú és tömött; ez annak köszönhető, hogy a szőrtüszőkből nem egy, hanem kb. hatvan igen vékony szőrszál nő ki. Színezete változatos lehet, de jellemzően kékesszürke vagy gyöngyházszínű. Szőrméjének felső része hasonló színű, fekete végű szőrszálakból áll, míg az alsó bunda sárgásfehér. Farkát hosszabb, merevebb szőrszálak borítják. A sűrű bunda megóvja az állatot a magashegységi környezet hidegétől és megakadályozza a bőr kiszáradását. A szőrszálak könnyen kiszakadnak, így a csincsilla könnyebben elmenekülhet az őt elkapó ragadozók elől. Lábai a köveken való járáshoz alkalmazkodtak: talpuk párnázott.
Érzékszerveik igen érzékenyek. Szemeik nagyok, pupilláik függőleges rés alakúak. Az éjszakai tájékozódáshoz használt bajuszszőreik akár 11 centiméteresek is lehetnek.

## Életmódja

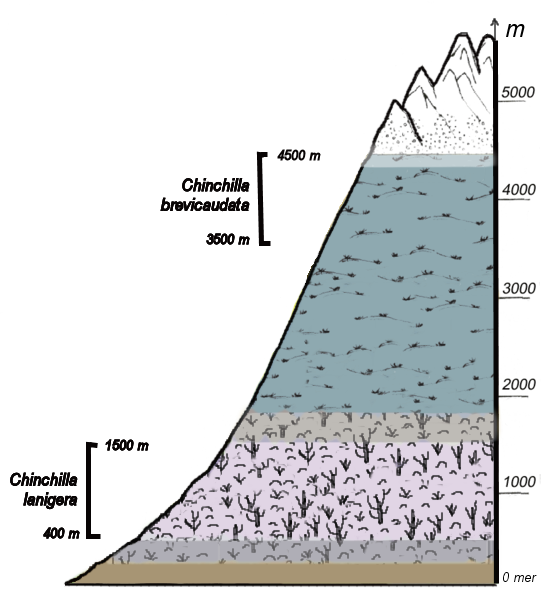
A rövidfarkú és a gyapjas csincsilla előfordulási zónája

Éjszaka aktívak. Alkonyatkor bújnak elő és megfigyelhető, ahogyan sütkéreznek a lenyugvó Nap sugaraiban. A sötétben érzékeny bajuszszőreikkel tájékozódnak. Kisebb-nagyobb kolóniákat alkotnak; a nagyobb csoportok akár több száz egyedből is állhatnak. A nőstények a termetre is kisebb hímek fölött állnak a rangsorban. Állítólag monogámak, bár ezt kétséget kizárólag még nem bizonyították be.
Növényevő; élőhelyén szinte bármilyen növényt elfogyaszt, de főleg a füveket és egyéb lágyszárú növényeket kedveli. Táplálkozás közben hátsó lábaira ül és a mellsőkkel viszi a szájához az ételt. Időnként egy-egy rovart is elfogyaszthatnak. Száraz környezetükben a hajnali harmatot isszák vagy lédús kaktuszokat esznek.

## Szaporodása
A rövidfarkú csincsillák hat-nyolc hónaposan lesznek ivarérettek. A nőstények kétévente lesznek vemhesek, ilyenkor 128 napos vemhességi idő után egy vagy két (átlagosan 1,45) utódot hoznak a világra. A kölykök szőrösen, fogakkal és kinyílt szemekkel születnek. Testtömegük körülbelül 35 gramm. Akár azonnal képesek növényi táplálékot is fogyasztani, de anyjuk hathetes korukig szoptatja őket. A nőstény az ellés után egy héttel már képes párzani.
A csincsillák élettartama a vadonban 8-10 év; fogságban 15-20 év is lehet.

## Gazdasági jelentősége
A rövidfarkú csincsillának rendkívül értékes prémje van, még a gyapjas csincsilláénál is keresettebb. Egységnyi méretét tekintve a világ legdrágább szőrméjét produkálja. Egy bundához akár 400 állat prémjét is felhasználják és régebben a vad csincsillákból készített bundák akár százezer dollárba is kerülhettek.
Szőrméjének rendkívüli értéke miatt szinte a kihalásig vadászták. Kereskedelmi vadászata Észak-Chilében 1828-ban kezdődött és egész Európát ellátták a prémekkel. A rövidfarkú csincsilla nagyobb mérete és jobb minőségű szőre miatt még keresettebb volt. 
1900-1909 között a dél-amerikai országok évente félmillió csincsillaprémet exportáltak, de 1917-re az állatok úgy megritkultak, hogy többé nem volt rentábilis a vadászatuk. Ma a csincsillabundák tenyésztett állatoktól származnak.

## Környezetvédelmi helyzete
A rövidfarkú csincsilla a Természetvédelmi Világszövetség Vörös listáján veszélyeztetett státusszal szerepel. Élőhelyei két régióra korlátozódnak és feltehetően nem haladják meg az 500 km2-t. Populációi lassan magukhoz térnek a korábbi kíméletlen vadászat és az illegális csapdázás után, viszont élőhelyeit a bányászat is veszélyezteti. Szerepel a washingtoni egyezmény I. függelékében, vagyis a vadon befogott példányok kereskedelme tiltott.